# Cheville
Der Terminus Cheville ist ein Gegenstand der Literaturwissenschaft.
Er bezeichnete in der französischen Literatur in der Versifikation besonders des 17. und 18. Jahrhunderts ein verpöntes Füllwort, das weder Zuwachs an Sinn noch Euphonie bewirke und daher als überflüssig und fehlerhaft angesehen wurde.
Innerhalb eines Verses erscheint es aus metrischen Gründen, am Versende aus Verlegenheit um den passenden Reim. François de Malherbe, selbst nicht frei von diesem Fehler, kritisiert ihn gleichwohl unnachsichtig an Philippe Desportes (Commentaire sur Desportes, 1. Drittel des 17. Jahrhunderts, eine genauere Datierung gelang der Forschung bislang nicht). Auch bei Corneille, Racine und Molière lässt er sich nachweisen, doch ist vor einer Verurteilung stets der Kontext und zeitgenössische Sprachgebrauch sorgfältig zu prüfen. Darauf verweist Voltaire bei dem Ausdruck „Le bonheur sans pareil...“ (deutsch: das Glück ohnegleichen) von Corneille, der damals noch nicht so lächerlich gewesen sei wie heute, im 18. Jahrhundert; aber:

„Ce fut Boileau qui proscrivit toutes ces expressions communes de sans pareil, sans seconde, à nul autre pareille, à nul autre seconde“

„Boileau war es, der all diese Gemeinplätze verbannte ohnegleichen, einzigartig“

Voltaire zitiert ebenfalls das folgende Beispiel für eine cheville:

„v. 91 Il se vengeroit même à la face des dieux. A la face des dieux, est ce qu’on appelle une cheville; il ne s’agit point ici de dieux et d’autels. Ces malheureux hémistiches qui ne disent rien , parce-qu’ils semblent en trop dire, n’ont été que trop souvent imités“

„Er würde sich sogar im Angesicht der Götter rächen. Im Angesicht der Götter nennt man eine cheville; es handelt sich hier überhaupt nicht um Götter und Altäre. Diese unglückseligen Halbverse, die nichts aussagen, weil sie darüber zu viel zu reden scheinen, sind nur allzuoft nachgeahmt worden) (ibid., Bd. II, S. 354).“

Eine veränderte Bewertung der Cheville erfolgte seit der Romantik. Nach Théodore de Banville ist sie ebenso unvermeidlich wie unerheblich, denn es komme allein auf die Gedankenkraft und ihren adäquaten Ausdruck durch Bilderketten und Klangwerte an, wie es das Beispiel von Victor Hugo belege (S. 54 f., 73–76).